# 歐化藥業藥物受污染事件
歐化藥業藥物受污染事件是發生於2009年初的重大醫療事故，影響香港及澳門。事件起因於藥廠的原材料受到毛黴菌的污染，導致生產的痛風藥「別嘌醇」含毛霉菌超標一百倍。由於是原材料受污染，結果使製造出來的藥表面不能驗出污染物，但其實污染物深藏於藥物內。
事件源於瑪麗醫院於2008年11月發現一名6歲血癌男童腸道感染毛霉菌，其後該院共有五名血癌或淋巴癌病人染上該菌死亡。經追查後發現，病人服用的別嘌醇（Allopurinol）痛風和降尿酸藥物藥片「Purinol」受毛霉菌污染，追蹤病人資料時也發現聯合醫院和瑪嘉烈醫院亦各有一名病人染上此菌死亡。受污染的藥物使沒有抵抗力的病人受到毛黴菌感染而死亡。
事件發生後，香港衛生署即時為全香港所有被處方別嘌醇藥片的病人更換由另一藥廠生產的同類藥物。為疏導前往換藥的市民，瑪麗醫院、東區醫院、伊利沙伯醫院、聯合醫院、威爾斯醫院、屯門醫院及另外一家共7家醫院的配藥處延長辦公時間至24小時服務。私立的仁安醫院同時亦停止使用同一藥廠生產的所有藥物，但衛生署未有跟隨。
2009年4月30日，歐化藥業於粉嶺裁判法院承認四項“售賣人類不適合使用藥物”罪名，共被罰款港幣二十萬元。法官表示，雖然已判處最高的罰款，但此並未能反映事件的嚴重性。

## 相關資料
- 雅各臣科研製藥
- 歐化藥業